# Het Schier
Het Schier is een buurtschap in de gemeente Westerveld, in de Nederlandse provincie Drenthe. Het behoorde tot en met 1997 tot de gemeente Havelte.
Het Schier ligt ten noordwesten van Havelte, ten noorden van de Johannes Postkazerne op het militaire oefenterrein en ten zuiden van Darp. Het Schier bevat circa 10 huizen en circa 25 inwoners. Qua adressering valt het onder het dorp Darp.
In 1313 werd de buurtschap vermeld als Schevehorne en in 1421 als op der Schyer. In de 19e eeuw en het begin twintigste eeuw werden de spellingen Schier en 't Schier gebruikt voor de plaats.
Ansen (deels) · Benderse (deels) · Boschoord · Boterveen · Busselte · Darp · De Monden (deels) · Diever · Dieverbrug · Doldersum · Dwingeloo · Eemster · Eursinge · Frederiksoord · Geeuwenbrug · Het Moer · Het Schier · Havelte · Havelterberg (deels) · Holtien · Holtinge · Holtland · Kalteren · Kraloo (deels) · Leggeloo · Lhee · Lheebroek · Molenstad · Nijensleek · Oldendiever · Oude Willem  (deels) · Uffelte · Veendijk · Veldhuizen · Vledder · Vledderveen · Wapse · Wapserveen · Wateren · Westeinde · Wilhelminaoord · Wittelte · Witteveen (deels) · Zorgvlied

Drenthe: Steden en dorpen      Nederland: Provincies · Gemeenten